# Sominot
Sominot é um município de  quinta classe de renda municipal (d) na província Zamboanga do Sul, nas Filipinas. De acordo com o censo de 1 de maio  de  2020 possui uma população de 19 061 pessoas e 4 237 domicílios.